# Lymanopoda kruegeri
Lymanopoda kruegeri är en fjärilsart som beskrevs av Johannes Karl Max Röber 1927. Lymanopoda kruegeri ingår i släktet Lymanopoda och familjen praktfjärilar. Inga underarter finns listade i Catalogue of Life.